# Vikersundbakken
Vikersundbakken er en norsk skiflyvningsbakke ved Vikersund, ca. 40 km nordvest for Drammen.
Bakken er den eneste af sin art i Skandinavien og har et K-punkt på 200 m og en bakkestørrelse på 240 m. Verdensrekorden er 253,5m og indehaves af Stefan Kraft (Østrig). Med denne bakkerekord er Vikersundbakken verdens største skihopbakke.
Vikersundbakken blev bygget i 1936 og omdannet til skiflyvningsbakke i 1966. Samme år satte Bjørn Wirkola verdensrekord på 146 meter. Skiflyvningsbakken er ændret og udvidet flere gange, senest til for-VM 2011. Bakken havde indtil 2010 status som en nationalarena for Norge. Den er ejet af Stiftelsen Vikersund Hoppsenter, som er dannet af Vikersund IF, Modum kommune og Buskerud fylke. Skiflyvning Vikersund AS ejer alle rettigheder til at arrangere skiflyvningskonkurrencer i Vikersund. Direktionen i Vikersund Idrettsforening er aktieselskabets generalforsamling.
Vikersund Hoppsenter består af syv bakker. Mens K200 er nationalanlæg, er K105 (HS117, udbygget fra HS100 efteråret 2008) fylkesanlæg for Buskerud fylke. Hertil kommer bakkerne K10, K15, K25, K45 og K65. Af disse er K15 og K25 plastbelagte for at kunne bruges om sommeren.
I efteråret 2006 påbegyndtes installation af søgelys på skiflyvningsbakken. Dermed blev Vikersundbakken verdens første skiflyvningsbakke med lysmaster. Senere fik Heini Klopfer-bakken i Oberstdorf også dette.
Vikersund har arrangeret en række internationale konkurrencer. Der har været afholdt verdenscupløb flere gange på bakken siden 1980, blandt andet i 2007, hvor Anders Jacobsen vandt på hjemmebane. I februar 2004 blev continentalcuppen arrangeret på skiflyvningsbakken, det første løb på dette niveau nogensinde på en skiflyvningsbakke. Verdensmesterskabet i skiflyvning i 2012 blev afholdt 17.-19. februar 2012.
De norske kvinder havde i 2004 med Anette Sagen og Line Jahr i spidsen kæmpet med FIS for at få lov til at hoppe. Også forud for verdenscupløbene i 2009 var der en konflikt, da juryen stoppede testløbet den 12. marts, lige før flere kvindelige atleter skulle hoppe. Både de fem kvinder og alle de tilmeldte mandlige skihoppere fik lov til at hoppe i testløbet dagen efter.
Vikersund arrangerede norsk mesterskab på ski sammen med Konnerud IL i 1989.

## Ombygninger
Den 10. januar 2005 præsenterede Vikersund Skiflyvning AS og Stiftelsen Vikersund Hoppsenter planer for "Nye Vikersund". "Nye Vikersund" var en reaktion på planer om bygning af en ny skiflyvningsbakke i Rødkleiva i Oslo. Planerne omfattede blandt andet at grave hopbakken yderligere ind i terrænet for at give mere beskyttelse mod vinden, nyt stillads, dommertårn og et servicecenter i hopcenteret. Den 20. april 2005 valgte bestyrelsen for Norges Skiforbund Rødkleiva som ny national arena for skiflyvning, og dermed blev videre udvikling af planer for Vikersund stoppet. Foråret 2008 omgjorde det norske Skiforbund beslutningen, Vikersund blev tildelt verdensmesterskabet i 2012 og fire konkurrencer vinteren 2009.
Med verdensmesterskab og løfter om nye verdenscuparrangementer begyndte man at forbedre anlægget. Før verdenscupkonkurrencerne i marts 2009 blev skråningen på skiflyvningsbakken gjort fladere for at give plads til flere tilskuere og øge sikkerheden. Normalbakken K90 blev bygget om til storbakke (K105), således at hop på omkring 125 meter kunne finde sted. Der blev installeret frysespor i både den nye storbakke og i skiflyvningsbakken. Den nye storbakke har en bakkestørrelse på HS 117 meter. Samtidig skal en kombineret festsal og en bygning på 3000 kvadratmeter, som kan anvendes til forskellige arrangementer, bygges mellem de to største bakker. Ombygningen kom til at koste cirka 35 millioner NKr.
I april 2010 begyndte den videre udvikling af skihoparenaen. Oprindelig skulle der både bygges nyt dommertårn, lift til hopperne og andre faciliteter, men disse projekter blev sat i bero, mens man i stedet ombyggede skiflyvningsbakken. Bakken blev større og fik et nyt tilløb. Tilløbet blev vredet mod højre, mens underløbet blev flyttet til venstre i forhold til den gamle bakke. Dette betyder, at vinden der kommer ind mod bakken sandsynligvis kommer lige forfra i modsætning til før, hvor den kom mere på skrå. Bedre beskyttelse mod sidevind var også en ny forbedring af anlægget, og vinden vil ikke forhindre løbene så ofte.
Tilløbet fik en vinkel på 36°, mens den gamle var så stejl som 40,37°. Bakken blev udbygget, så dens størrelse blev øget fra HS 207 til HS 225 meter, hvilket er det maksimale, FIS' regler tillader. Højdeforskellen fra kanten af hoppet til skråningen blev også øget så meget reglerne tillader, nemlig til 130 meter. HS 215 er samme længde som Letalnica, der er den største bakke i Planica i Slovenien. Ændringerne betyder, at man på Vikersundbakken kan opnå længder omkring og over den verdensrekord, som blev sat på den slovenske hopbakke. Janos og Sebastian Gorisek har lavet den nye bakkes profil, ligesom de gjorde for bakken i Planica. Ombygningen kostede 80 millioner, hvoraf regeringen støttede projektet med 23 millioner.

## Bakkerekorder
Den første bakkerekord på 85 meter blev sat af Kongsberg-hopperen Hilmar Myhra i 1936.
På Vikersundbakken er der to gange sat en verdensrekord. I 1966 hoppede Bjørn Wirkola (Norge) 146 meter, og året efter forbedrede Reinhold Bachler (Østrig) rekorden til 154 meter.
Første gang kvinder fik lov at hoppe på Vikersundbakken var under kontinentalcupløbet i 2004. Anette Sagen satte her bakkerekord med 174,5 meter. Det er det længst stående hop foretaget af en kvinde i Norge, men ingen verdensrekord. I 2003 hoppede Daniela Iraschko (Østrig) ca. 200 meter i Kulm. I et testløb den 13. marts 2009 hoppede Anette Sagen 177 meter, men faldt.
Inden holdkonkurrencen i verdenscuppen den 14. marts 2009 var den officielle bakkerekord 214,5 meter, sat af Michael Uhrmann (Tyskland) under verdenscuppen den 12. januar 2007. I det samme løb hoppede Martin Koch (Østrig) 220,5 meter, men faldt. Uofficiel rekord var 219 meter, sat af Roland Müller (Østrig) i kontinentalcuppen den 6. marts 2004.
I et testløb den 12. marts 2009 hoppede Børge Gellein Blikeng 220,5 meter uden at falde. Under verdenscupløbet den 14. marts 2009 forbedrede Martin Koch først den officielle bakkerekord til 216,5 meter, hvorefter Harri Olli (Finland) hoppede 219 meter. I løbets sidste hop nåede Gregor Schlierenzauer (Østrig) 224 meter, men faldt.
| År   | Navn               | Land            | Længde              |
| ---- | ------------------ | --------------- | ------------------- |
| 1936 | Hilmar Myhra       | Norge           | 85                  |
| 1946 | Arnold Kongsgård   | Norge           | 87,5                |
| 1948 | Arnold Kongsgård   | Norge           | 88,5                |
| 1951 | Arne Hoel          | Norge           | 98                  |
| 1957 | Arne Hoel          | Norge           | 100,5               |
| 1958 | Asbjørn Osnes      | Norge           | 108,5               |
| 1960 | Paavo Lukkariniemi | Finland         | 116,5               |
| 1966 | Bjørn Wirkola      | Norge           | 145                 |
| 1966 | Bjørn Wirkola      | Norge           | 146 (verdensrekord) |
| 1967 | Reinhold Bachler   | Østrig          | 154 (verdensrekord) |
| 1977 | František Novák    | Tjekkoslovakiet | 157                 |
| 1986 | Piotr Fijas        | Polen           | 163                 |
| 1990 | Matti Nykänen      | Finland         | 171                 |
| 1993 | Espen Bredesen     | Norge           | 185                 |
| 1995 | Takanobu Okabe     | Japan           | 194                 |
| 1998 | Takanobu Okabe     | Japan           | 194                 |
| 2000 | Andreas Goldberger | Østrig          | 207                 |
| 2004 | Martin Koch        | Østrig          | 209                 |
| 2004 | Roland Müller      | Østrig          | 211                 |
| 2004 | Olav Magne Dønnem  | Norge           | 214                 |
| 2004 | Roland Müller      | Østrig          | 219 (uofficiel)     |
| 2007 | Michael Uhrmann    | Tyskland        | 214,5 (officiel)    |
| 2009 | Martin Koch        | Østrig          | 216,5 (officiel)    |
| 2009 | Harri Olli         | Finland         | 219 (officiel)      |
| 2017 | Stefan Kraft       | Østrig          | 253,5               |

| År   | Navn         | Land  | Længde |
| ---- | ------------ | ----- | ------ |
| 2004 | Anette Sagen | Norge | 174,5  |

## Tidligere skiflyvningsløb på Vikersundsbakken
Det var først fra slutningen af 1970'erne, at der blev arrangeret verdensmesterskaber i skiflyvning og verdenscup i skihop. Indtil 2009 er arrangementet kun blevet aflyst en gang, i 1993.
| År   | Løbstype                    | Bakkestørrelse | Vinder                       | 2. plads                                         | 3. plads                    |
| ---- | --------------------------- | -------------- | ---------------------------- | ------------------------------------------------ | --------------------------- |
| 2009 | Verdenscup, holdkonkurrence | HS-207         | Østrig                       | Finland                                          | Norge                       |
| 2009 | Verdenscup                  | HS-207         | Østrig Gregor Schlierenzauer | Schweiz Simon Ammann                             | Rusland Dimitry Vassiliev   |
| 2007 | Verdenscup                  | HS-207         | Norge Anders Jacobsen        | Østrig Thomas Morgenstern                        | Finland Matti Hautamäki     |
| 2004 | Continental Cup             | HS-207         | Østrig Roland Müller         | Østrig Balthasar Schneider                       | Østrig Martin Koch          |
| 2004 | Continental Cup             | HS-207         | Østrig Roland Müller         | Norge Olav Magne Dønnem                          | Østrig Balthasar Schneider  |
| 2000 | Verdensmesterskab           | K-185          | Tyskland Sven Hannawald      | Østrig Andreas Widhölzl                          | Finland Janne Ahonen        |
| 1998 | Verdenscup                  | K-185          | Japan Takanobu Okabe         | Japan Hiroya Saito                               | Japan Noriaki Kasai         |
| 1998 | Verdenscup                  | K-185          | Østrig Andreas Widhölzl      | Tyskland Sven Hannawald                          | Japan Akira Higashi         |
| 1995 | Verdenscup                  | K-185          | Østrig Andreas Goldberger    | Japan Takanobu Okabe                             | Italien Roberto Cecon       |
| 1995 | Verdenscup                  | K-185          | Østrig Andreas Goldberger    | Japan Takanobu Okabe                             | Norge Lasse Ottesen         |
| 1993 | Verdenscup                  | K-185          | Aflyst                       |                                                  |                             |
| 1990 | Verdensmesterskab           | K-185          | Vesttyskland Dieter Thoma    | Finland Matti Nykänen                            | DDR Jens Weissflog          |
| 1986 | Verdenscup                  | K-185          | Østrig Andreas Felder        | Østrig Ernst Vettori                             | Finland Matti Nykänen       |
| 1986 | Verdenscup                  | K-185          | Østrig Andreas Felder        | Finland Matti Nykänen                            | Polen Piotr Fijas           |
| 1983 | Verdenscup                  | K-185          | Finland Matti Nykänen        | Norge Olav Hansson                               | Tjekkoslovakiet Pavel Ploc  |
| 1983 | Verdenscup                  | K-185          | Finland Matti Nykänen        | Canada Horst Bulau                               | Finland Tuomo Ylipulli      |
| 1983 | Verdenscup                  | K-185          | Finland Matti Nykänen        | Tjekkoslovakiet Pavel Ploc / Østrig Hans Wallner |                             |
| 1980 | Verdenscup                  | K-185          | Norge Per Bergerud           | Polen Stanislaw Bobak                            | Tjekkoslovakiet Ján Tánczos |
| 1977 | Verdensmesterskab           | K-185          | Schweiz Walter Steiner       | Østrig Toni Innauer                              | DDR Henry Glass             |